# 谢叔方
谢叔方（?—?），雍州万年县（今西安）人。玄武门之变的参与者，齐王李元吉的部将。
谢叔方是齐王李元吉部下将领，以战功为屈咥直府左军骑。626年六月四日，秦王李世民发动玄武门之变，皇太子李建成和齐王李元吉被杀。东宫将领薛万彻、冯立和齐王府的谢叔方等人闻讯率军赶至玄武门，与秦王府兵马交战，杀死屯营将军敬君弘与中郎将吕世衡，秦府兵马逐渐不支。此时秦府护军尉迟敬德拿着建成、元吉首级赶至，宫府兵遂无战心，谢叔方下马号哭，与薛万彻、冯立等人逃亡于终南山。次日李世民发布命令赦免东宫和齐府将士，谢叔方于是出来自首。李世民赞其为义士，释放了他。此后谢叔方历任左卫中郎将、西、伊二州刺史，他善绥边镇，胡戎爱而敬之，如事严父。累加银青光禄大夫，又历司农卿、邢州刺史、兰泸洪广四府都督、上柱国。唐高宗永徽年间（650—654年）去世。
根据其孙女谢令婉的墓志铭（《唐台州临海县令李府君妻故太康县君陈郡谢夫人（令婉）墓志铭》），谢叔方有子谢佑，唐朝任司勋郎中、周王府司马、太仆卿、赵州刺史。谢令婉卒于圣历二年（699年），年五十。

## 延伸阅读
[在维基数据编辑]
 《舊唐書/卷187上》，出自刘昫《舊唐書》
 《新唐書·卷191》，出自《新唐書》